# La persuasión
La persuasión es una serie de televisión de comedia negra argentina emitida por la TV Pública. La serie gira en torno a Clara, quien denuncia que su marido Armando fue secuestrado por terroristas y asegura que habrá una ola de atentados contra el país, por lo cual, junto con su hermana Bety se convertirá en la nueva figura contra la inseguridad y el miedo. Estuvo protagonizada por Susana Cart, Cristina Fridman, Lalo Mir, Victoria Onetto, Alan Daicz, Sergio Martínez, Alejandro Müller, Fabián Minelli, Dalma Maradona, Lucía Maciel, Olivia Viggiano y Gabo Correa. Fue estrenada el lunes 20 de julio de 2020.

## Sinopsis
Clara es una ama de casa de un barrio privado que denuncia que su marido Armando fue secuestrado por grupos terroristas internacionales y asegura que en un periodo de 30 días habrá una ola de atentados a producirse contra el país. A partir de su denuncia y con la ayuda de su hermana Bety, Clara se convierte en la imagen pública de la inseguridad y en representante de la clase alta que está atormentada por el miedo. De esta manera, Clara se transformará, en poco tiempo, en la persona con mayor índice de popularidad nacional e internacional, convirtiéndose en un fenómeno mediático y político.

## Elenco

### Principal
- Susana Cart como Clara Caballero
- Cristina Fridman como Beatriz «Bety» Caballero
- Lalo Mir como Conductor de televisión
- Victoria Onetto como Pilar Sánchez Pardo
- Alan Daicz como Tomás Sánchez Pardo
- Sergio Martínez como Ignacio Sánchez Pardo
- Alejandro Müller como Milton
- Fabián Minelli como Roberto «Robert»
- Dalma Maradona como María «Mery»
- Lucía Maciel como Asunta
- Olivia Viggiano como Delfina Fernández Escurzo
- Gabo Correa como Inspector Pinzón

### Secundario
- Arturo Bonín como Armando López Argüelles
- Estela Garelli como Martina Fernández Escurzo
- Santiago Linari como Iñaki Montes
- Agustín Baptista como Paul Sanders

### Participaciones
- Mariano Bicain como Tacho Pardini
- Edgardo Castro como Ramiro «Rama»
- Matías Pellegrini Sánchez como Elif
- Hugo Álvarez como Osvaldo Pérez
- Roxana Randón como Videncia
- Mario Lorán como Dr. Diez
- Franco Capdevila como Iván
- Noralih Gago como Concha del Río
- Benito Fernández como Él mismo
- Diego Reinhold como Él mismo
- Edda Bustamante como Ella misma
- Silvia Peyrou como Ella misma
- Lito Vitale como Silvio
- Anabel Cherubito como María José
- Claudio Aprile como Ostamundi
- Daniela Vix como Rocío «Rochi»

## Episodios
| N.º | Título                  | Dirigido por     | Escrito por     | Fecha de emisión original | Audiencia (millones) |
| --- | ----------------------- | ---------------- | --------------- | ------------------------- | -------------------- |
| 1   | «El secuestro»          | Guillermo Berger | Erika Halvorsen | 20 de julio de 2020       | 0.6                  |
| 2   | «Conferencia de prensa» | Guillermo Berger | Erika Halvorsen | 21 de julio de 2020       | 0.4                  |
| 3   | «La revelación»         | Guillermo Berger | Erika Halvorsen | 22 de julio de 2020       | 0.3                  |
| 4   | «Armas silenciosas»     | Guillermo Berger | Erika Halvorsen | 23 de julio de 2020       | 0.7                  |
| 5   | «El anuncio»            | Guillermo Berger | Erika Halvorsen | 27 de julio de 2020       | —                    |
| 6   | «En campaña»            | Guillermo Berger | Erika Halvorsen | 28 de julio de 2020       | —                    |
| 7   | «Negociados»            | Guillermo Berger | Erika Halvorsen | 29 de julio de 2020       | —                    |
| 8   | «La marcha»             | Guillermo Berger | Erika Halvorsen | 30 de julio de 2020       | 0.7                  |